# Sauk
Sauk ali Sac (sauk: Thâkîwaki) so staroselci Amerike in avtohtoni prebivalci severovzhodnih gozdov. Njihovo zgodovinsko ozemlje je bilo blizu Green Baya v Wisconsinu. Danes imajo tri plemena s sedežem v Iowi, Kansasu, Nebraski in Oklahomi. Njihova zvezno priznana plemena so:
- Sac and Fox Nation of Missouri v Kansasu in Nebraski
- Sac and Fox Nation, Oklahoma
- Sac and Fox Tribe of the Mississippi v Iowi.

So tesno povezani z plemenom Fox Meskwaki. 

## Jezik
Njihov jezik sauk je del algonkinske jezikovne družine.

## Ime
Sauk ali Sac so se imenovali Thâkîwaki, kar pomeni "ljudje, ki prihajajo [iz izliva]" ali "[iz vode]". Njihov avtonim je v trenutni ortografiji zapisan kot oθaakiiwaki. Ljudje Ojibwe so jih imenovali Ozaagii(-wag). Slednje ime so evropski kolonisti prečrkovali v francoščino in angleščino.
Sosednja ljudstva Anishanabeg Ojibwe (ime Sauk: Ochipwêwa) in Ottawa (Odawa) so jih imenovala z eksonimom Ozaagii(-wag), kar pomeni »Tisti pri izlivu«. Francoski kolonisti so to prečrkovali kot Sac, Angleži pa kot Sauk. Sauk/Sac so se imenovali z avtonimom Othâkîwa, Thâkîwa, Thâkîwaki ali Asaki-waki/Oθaakiiwaki, ljudje rumene zemlje [(»ljudje, ki prihajajo [iz izliva]«, tj. »iz vode«)], kar se pogosto razlaga kot »Ljudje rumene zemlje« ali »Rumene zemlje«, zaradi rumeno-glinastih tal, ki jih najdemo okoli zaliva Saginaw. Ta razlaga verjetno izhaja iz sauških besed Athâwethiwa ali Athâw(i) ('rumena') in Neniwaki ('moški, ljudje'). To je bilo kasneje skrajšano v Asaki-waki. Poleg tega so bili Fox (Meskwaki) med sosednjimi plemeni splošno znani kot »ljudje rdeče zemlje« - Sauk in Fox so prav tako uporabljali ta izraz: Êshkwîha ali Meshkwahkîha (»Ljudje rdeče zemlje«).

## Zgodovina

### Zgodnja zgodovina do 17. stoletja
Glej tudi: Bobrove bojne
Verjame se, da so se Sauki, ljudstvo algonkinskih jezikov, razvili ob reki svetega Lovrenca, ki je danes severni del New Yorka. Natančen čas ni znan, vendar so bili okoli leta 1600 pregnani z območja reke svetega Lovrenca. Nekateri zgodovinarji menijo, da so se Sauki preselili v današnji vzhodni Michigan, kjer so se naselili okoli zaliva Saginaw (Ojibwe: Zaagiinaad-wiikwed – 'Zaliv izliva'). Mnogo let naj bi Sauki nato uspevali v rodovitni dolini Saginaw. Na zahod so jih potisnili pritiski drugih plemen, zlasti močni Irokezi, ki so si prizadevali za nadzor nad lovišči na tem območju.

### Fox vojne
Glavni članek: Fox vojne
Tudi med vojnami Fox so Sauki ohranili dobre odnose s Francozi in skrito poskušali pomagati Meskwakijem. Leta 1733 so številni pobegli Fox (Meskwakiji)) poiskali zatočišče pri Saukih in jih prosili, naj se pogajajo s Francozi in ponudijo svojo predajo. Nicolas Antoine Coulon de Villiers starejši je bil novi francoski poveljnik Green Baya in je poveljeval vojski 60 Francozov in 200 Indijancev, ki naj bi Meskwakije uničila. Sauki pa so zavrnili izročitev Meskwakijev. Villiers je z majhno enoto prišel v vas Saukov in poskušal nasilno vdreti. Pri tem so bili ubiti on sam in nekateri spremljevalci. Sauki in Meskwakiji iz vasi so pobegnili, potem ko so odbili francoski napad. Brez nadaljnjih incidentov so se preselili čez Misisipi v vzhodno Iowo.
Francozi so leta 1736 poslali kazensko odpravo v Iowo. Medtem je večina plemen zapustila zavezništvo s Francozi. Francoska kampanja se je končala s fiaskom, ko so njihovo vojsko indijanski izvidniki zavedli. Leta 1737 je francoska vlada končala vojne Fox in Saukom in Meskwakijem zagotovila splošno amnestijo. Le 500 pripadnikov plemena Meskwaki je preživelo vojne iztrebljanja. Kljub tej novi francoski politiki so Sauki zavrnili vrnitev v Green Bay v Wisconsinu, ampak so se naselili ob reki Rock in v južnem Wisconsinu. Proti koncu osemnajstega stoletja so bili vsi Sauki najdeni ob Mississippiju med reko Rock in reko Des Moines. Sauk in Fox se niso vrnili vzhodno od Missisippija šele leta po francosko in indijanski vojni (1754-1763), ko so Francozi zapustili Severno Ameriko.

### Poznejša zgodovina in Black Hawk vojna
Leta 1804 je majhen del plemena Sauk podpisal pogodbo, s katero je bilo celotno ozemlje plemen Sauk in Meskwaki v Illinoisu, Wisconsinu in Misuriju prodano za blago v vrednosti 2234,50 dolarja in letno rento v višini 1000 dolarjev. Kasneje so trdili, da je bilo naprodaj veliko manjše območje. Dejansko je bil samo plemenski svet pooblaščen za prodajo zemlje, in pogodbo so Sauki razglasili za neveljavno. Ameriške oblasti so pritiskale na Sauke in jih nazadnje prisilile, da so pogodbo iz leta 1804 priznali kot zakonito. S tem so bili odnosi med Sauki in ZDA trajno porušeni. Le malo Saukov je podpiralo Tecumsehovo gibanje, večina pa ga je zavračala. V vojni leta 1812 so bili na britanski strani. Ženske, otroke in starejše so poslali k plemenu [[Misurija, ki se je razglasilo za nevtralno. Prebivalci vasi Saukenuka so se uspešno branili pred ameriškim napadom na njihovo vas. Toda vojaški uspeh je bil brez vrednosti, ko so Britanci in Američani sklenili mir in so Britanci zapustili svoje indijanske zaveznike. V mirovni pogodbi iz leta 1816 je bila potrjena prodaja zemlje iz leta 1804.
Pogodba, ki so jo Sauki podpisali leta 1816, je obljubljala, da lahko ostanejo vzhodno od Misisipija, dokler Američani ne bodo potrebovali zemlje. Do leta 1829 se je država Illinois odločila, da je čas, da zvezna vlada začne odstranjevati Sauke. Večinoma to ni bil problem. Fox so že vrsto let živele v celoti v Iowi in ko so se prvi naseljenci začeli priseljevati v dvajsetih letih 19. stoletja, so se Keokukovi Sauki prostovoljno preselili zahodno od Misisipija v Iowo. Toda Blackhawk je bil takrat že star in si je zelo želel biti pokopan med svojimi predniki, ko bo umrl. Kljub nadlegovanju vladnih uradnikov in ameriških zasebnikov je odložil svoj odhod iz Saukenuka, trdeč, da se njegovi ljudje nikoli niso strinjali s prodajo svoje vasi. Zastoj bi se morda mirno rešil s čakanjem, da Blackhawk umre, toda leta 1831 je devet poglavarjev Fox na poti v Fort Crawford na srečanje z Američani, ubila vojna skupina Dakot in Menomineejev. Fox so nato ubile 28 Menomineejev blizu Prairie du Chien.
Fox so sprožile napad proti Dakotam in regija se je pripravljala na vojno. Blackhawk je takoj pripeljal svoje Sauke zahodno od Mississippija, da bi se branili pred pričakovanimi napadi Dakot, vendar je bila vojna preprečena, ko so Američani poslali generala Henryja Atkinsona (ki so ga Sauki imenovali Beli Bober) v Fort Armstrong s 300 vojaki. Napetosti so se umirile brez večjih bojev, toda ko so bili vojaki na mestu, se je vojska odločila, da je čas za uveljavitev odstranitve. Blackhawka sta Keokuk in Atkinson prisilila, da se je strinjal, da ne bo ponovno prečkal reke, toda v svojem taboru v Iowi tisto zimo je stari vojni poglavar besnel in poslušal argumente svojega prijatelja Neopopeja in preroka Winnebagov poimenu Wabokieshiek (ki je še vedno sovražil Američane zaradi vojne Winnebago). Ko so tisto pomlad prispeli pasovi wampuma od Winnebago, Potawatomi in Kickapoo, je Blackhawk postal prepričan, da so Britanci in druga plemena pripravljeni podpreti ga, ko bo prečkal nazaj v Illinois.
6. junija 1832 je Blackhawk kljubovalno prečkal Misisipi pri Yellow Banks (Oquawka, Illinois) s skoraj 2.000 Sauki in začel vojno Blackhawk. Da bi se izognili garniziji v Fort Armstrongu, so se odpravili proti severovzhodu, da bi prestregli reko Rock vzhodno od Saukenuka z namenom, da bi ji sledili do vasi preroka Winnebagov blizu sedanje meje med Illinoisom in Wisconsinom. Od generala Atkinsona sta prispeli dve sporočili: prvo je ukazovalo Saukom, naj se vrnejo v Iowo; in drugo je grozilo z uporabo sile, če tega ne storijo. Blackhawk je poslal nazaj odgovor, v katerem je dejal, da je prišel samo gojiti koruzo (kar ni bilo povsem res) in da ne bo prvi, ki bo uporabil silo. Medtem je bil dan alarm in milica Illinoisa se je zbirala v Beardstownu (vključno s četo, ki ji je poveljeval kapitan Abraham Lincoln). General Whitesides je prevzel poveljstvo in se odpravil proti severu proti Dixon's Ferry na reki Rock. Blackhawk se je utaboril 64 km gorvodno, medtem ko se je srečal s poglavarji Potawatomi in Winnebago. Ko je postalo jasno, da nimajo namena podpreti Saukov proti Američanom, je Blackhawk spoznal svoj položaj in se odločil, da se takoj vrne v Iowo.
Atkinsonu je poslal sporočilo, v katerem je prosil za varen prehod, toda sporočevalec je komajda  odšel, ko je prišla novica o približevanju konjeniškega polka izvidnikov, ki mu je poveljeval major Stillman. Ker je večina njegovih bojevnikov manjkala, ker so poskušali najti hrano, je imel Blackhawk na voljo le nekaj mož za obrambo žensk in otrok. Tri od njih je poslal naprej pod belo zastavo, da bi se pogajali z poveljnikom milice, toda Stillman ni hotel poslušati in jih je aretiral. Na drugo delegacijo, ki jo je poslal Blackhawk, so streljali, nato pa so vojaki ubili tri Sauke, ki so jih ujeli, in napadli druge, le da so naleteli naravnost na tisto, kar so mislili, da je zaseda. Izvidniki, dovolj nedisciplinirani, da so streljali na nemočnih ujetnike, so se razbežali. V bitki pri Sycamore Creeku (Stillmanov poraz) je bilo 250 konjeniških milic razbitih z manj kot 40 Sauki. Po bitki je Blackhawk pridobil približno 25-30 bojevnikov Potawatomi in Winnebago ter se začel umikati navzgor po reki Rock River proti južnemu Wisconsinu. Sauki, ki so jih upočasnjevale ženske in otroci, so poskušali odložiti zasledovanje z vrsto napadov na območju – nekateri so bili namenjeni poravnavi starih računov, ostali pa so hoteli zadržati milico, da bi zaščitila razpršena naselja. Potawatomi so napadli naselje pri Indian Creeku blizu Ottawe v Illinoisu, ubili 15 ljudi in zajeli dve ženski. Sauki so ubili pet moških na kmetiji Spafford in napadli utrdbe na reki Apple River blizu Galene in pri Kellogg Grove. Ena vojna skupina je odšla na Rock Island, da bi ubila in skalpirala indijanskega agenta Felixa St. Vraina, ki so ga mnogi Sauki imeli za odgovornega za svoje težave. Med temi napadi je bilo ubitih skoraj 200 belcev, vojaki pa so lahko Sauke skorajda sledili proti severu po sledi mrtvih teles, ki so jih puščali za seboj. Milica polkovnika Henryja Dodgea je ujela eno vojno skupino na reki Pecatonia in v silovitem boju jih je ubila 25.
Ko je Blackhawk prečkal v Wisconsin z vojsko in milico, ki sta mu tesno sledili in kričali po krvi, je še vedno prejemal zagotovila od Neopopeja in preroka Winnebago, da se mu bodo pridružili Britanci in severna plemena. Ko so Sauki prispeli do Štirih jezer (Madison, Wisconsin), je postalo jasno, da Winnebago ne le da niso hoteli pomagati, ampak tudi niso želeli, da bi Sauki prišli globlje v njihovo domovino. Ko so se začeli pojavljati prvi vojaki, se je Blackhawk obrnil proti zahodu v obupanem poskusu, da bi se prebil nazaj v Iowo. Do takrat so bili Sauki izčrpani in lačni, Američani pa so jih dohiteli pri reki Wisconsin. Blackhawk in njegovi bojevniki so se borili v zaledju, da bi ženskam in otrokom omogočili prehod, nato pa so prekinili spopad, ko se je spustila tema. Na tej točki so se Sauki razdelili v dve skupini. Prva, z mnogimi ženskami, otroki in starimi ljudmi, je nadaljevala navzdol po reki Wisconsin v upanju, da se bo prebila čez Mississippi blizu Prairie du Chien. Na žalost so naleteli na vojake, ki so jih čakali nizvodno in so se bili prisiljeni predati. Kot ujetnike so jih odpeljali v Prairie du Chien in jih namestili v palisado v Fort Crawfordu.
Blackhawk in ostali so nadaljevali proti severozahodu v razgibano hribovito pokrajino jugozahodnega Wisconsina. To je upočasnilo zasledovanje, a ko so dosegli Mississippi pri ustju reke Bad Axe (nasproti meje med Minnesoto in Iowo), so ugotovili, da jim je pobeg preprečila topnjača Warrior. Ko so se Američani približevali od zadaj, se je Blackhawk 2. avgusta poskušal predati, da bi rešil svoje ljudi, vendar naj bi tolmač Winnebago na ladji napačno razumel njegovo sporočilo. Bolj verjetno je, da Američani niso bili zainteresirani za dovoljenje predaje Saukov, ne da bi bili prej močno kaznovani. Topnjača je odprla ogenj in kmalu zatem so čete polkovnika Zacharyja Taylorja napadle z vzhoda. Ujeti med njimi, so bili Sauki pobiti. Nekateri so pobegnili s plavanjem čez reko pod ognjem – ženske so nosile otroke na hrbtu. Bojevniki Dakota so jih čakali na drugi strani. Nekaj ujetnikov, ki so jih zajeli Američani, so odpeljali v Prairie du Chien in jih namestili skupaj s Sauki, zajetimi prej na reki Wisconsin. Mnoge od teh so pobili bojevniki Menominee, ki so se izmuznili mimo ameriških stražarjev, da bi se maščevali. Od 2.000 Saukov, ki so junija prečkali Mississippi z Blackhawkom, jih je preživelo manj kot 400, ki so bili tisto jesen pod stražo vrnjeni v Keokukove vasi v Iowi.
Blackhawk je med bitko pobegnil in zbežal na sever, da bi poiskal zatočišče pri Ojibwejih. Kmalu je spoznal brezupnost tega in odšel v vas Winnebago pri Lacrosseu, kjer se je predal poglavarju Spoonu Decorahu (Choukeka), ki je bil znan kot prijatelj Američanov. Winnebago so ga najprej nahranili in oblekli v svoja najlepša oblačila, preden so svojega uglednega ujetnika predali indijanskemu agentu v Prairie du Chien. Blackhawk je bil s parnikom prepeljan po reki do Jefferson Barracks v St. Louisu, le za kratek čas se je ustavil v Rock Islandu, da bi ga general Winfield Scott lahko prišel pogledat. Njegov spremljevalec na tem potovanju je bil mlad vojaški poročnik po imenu Jefferson Davis (bodoči predsednik Konfederacije ameriških držav med secesijsko vojno). Potem, ko je zimo preživel kot zapornik v Jefferson Barracks, med katero je bil prisiljen nositi okove, je bil Blackhawk predan v skrbništvo vladnemu indijanskemu trgovcu, polkovniku Georgeu Davenportu in Keokuku, da bi ga pripeljali v Washington, D.C., da bi se srečal s predsednikom Andrewom Jacksonom.
Po simboličnem priporu v Fort Monroe v Virginiji so mu priredili veliko turnejo po večjih vzhodnih mestih, da bi ga navdušili z močjo Združenih držav, nato pa so ga vrnili v skrbništvo Keokuka v Iowi. Blackhawk je Keokuka močno sovražil, in kljub prijaznemu ravnanju, ki ga je bil deležen, je bilo to največje ponižanje. Do Američanov ni bil tako zagrenjen in v enem od svojih zadnjih javnih nastopov se je udeležil praznovanja praznika 4. julija v Fort Madisonu, kjer je v govoru, posredovanem preko tolmača, dejal, da upa, da bodo Američani skrbeli za dežele, ki so jih vzeli njegovemu ljudstvu. Umrl je blizu Eldona v Iowi leta 1838 in bil pokopan na tradicionalen način Saukov, vendar v vojaški uniformi, ki mu jo je podaril predsednik Jackson. Toda niti smrt mu ni prinesla miru. V nekaj mesecih so vandali ukradli njegovo telo in njegov skelet je postal razstavni eksponat v regiji, dokler ga Iowa ni leta 1839 zahtevala nazaj in ga postavila v muzej v Burlingtonu (ki so ga Sauki imenovali Shokokon "kremenov hrib"). Muzej in njegova vsebina sta bila uničena v požaru leta 1855.

### Poznejša zgodovina do danes
Niti Fox niti Keokukov Sauk nista bila vpletena v ta konflikt in očitno je bilo, da je Blackhawkovo ljudstvo dovolj trpelo. Vendar so Američani izkoristili priložnost, da so zahtevali več zemlje. V pogodbi, podpisani v Fort Armstrongu leta 1832, sta general Winfield Scott in guverner Illinoisa John Reynolds prisilila Foxe in Sauke, da so odstopili vsa svoja ozemlja v vzhodni Iowi v razdalji 80 km od reke Misisipi. Edina izjema je bila majhen rezervat na reki Iowa, ki je pripadel Keokuku (to ni bil spregled). V zameno so Foxi in Sauki prejeli 20.000 dolarjev na leto za 30 let, 20.000 dolarjev v trgovskem blagu in storitvah, vlada pa bi plačala njihov dolg v višini 40.000 dolarjev podjetju v lasti polkovnika Davenporta. To je bil za tisti čas velik denar in kot glavni poglavar, ki so ga izbrali Američani, je Keokuk to razdelil z močjo, da nagradi prijatelje in kaznuje sovražnike. Njihova preostala leta v Iowi (1833 do 1846) so bila za Foxe in Sauke težka. Vojna Blackhawk je stala četrtino njihovega prebivalstva, polovico njihovih ozemelj in njihovo plemensko enotnost.
Ker po rojstvu ni bil poglavar, so mnogi zamerili Keokukovemu vzponu na oblast in Foxi in Sauki so se razdelili na pro in anti-Keokuk frakciji. Po letu 1832 je bila tudi vojna z Dakoto kljub prizadevanjem vojakov iz Fort Des Moines in Fort Atkinson, da bi jo preprečili. Leta 1836 je Keokuk pogajal o še eni pogodbi, po kateri so Foxi in Sauki prodali 1.250.000 hektarjev v osrednji Iowi. Kot je bilo pričakovano, je njegova vas na reki Iowa ostala nedotaknjena. Večino odstopljene zemlje so že zasedli beli priseljenci in ker se vojska nikoli ni zdela sposobna, da bi jih odstranila, razen če so bili na Keokukovi posesti, so bile te dežele že izgubljene. Foxi in Sauki so prejeli dodatno plačilo v višini 30.000 dolarjev za deset let, 10.000 dolarjev na leto po tem, in 200 konjev. Stalna izguba njihove zemlje belcem je terjala svoj davek, toda pravi problem za Foxe in Sauke v tem času je bil, ker so bili zaradi Keokukove pogajalske spretnosti in tesnega odnosa z Američani Foxi in Sauki relativno bogati v primerjavi z drugimi plemeni, mnogi od njih so svoj denar uporabljali za to, da so se opijali do smrti.
V času, ko so podpisali pogodbo iz leta 1830, ki je ustvarila "Nevtralno ozemlje", se verjetno Foxom in Saukom ni zdelo, da bi Američani to uporabili za preselitev drugega plemena, ampak točno to se je zgodilo. Če so Američani lahko kaznovali Foxe in Sauke, ki so ostali nevtralni v vojni Blackhawk, niso imeli težav z obtoževanjem Winnebagov, ki so Američanom priskrbeli vodnike (pogosto pod grožnjo orožja) in kasneje ujeli Blackhawka. Šest dni preden so Foxi in Sauki leta 1832 podpisali svojo pogodbo, sta general Winfield Scott in guverner Reynolds prisilila Winnebage, da so se strinjali z odstopom svojih zemljišč vzhodno od Mississippija in se preselili na nevtralno ozemlje v Iowi. Trajalo je do leta 1837, da so dokončali ta sporazum, saj Winnebagi niso bili navdušeni nad lokacijo med Foxi, Sauki in Dakotami in so odlašali z odhodom iz Wisconsina do leta 1840, ko je general Atkinson zavrnil plačilo njihovih renot, razen v podagenciji Turkey River (Decorah, Iowa).
Keokuk je protestiral proti preselitvi in zahteval, da se Winnebago pošljejo nekam onkraj reke Missouri. Ostali so grenki spomini na neuspeh Winnebagov, da bi podprli Sauke med vojno Blackhawk in z naraščajočo belo naselitvijo v Iowi je divjad postajala redka. Leta 1839 so Foxi in Sauki ubili 40 članov lovske skupine Winnebagov zahodno od reke Wapsipinicon. Ko so Winnebago začeli prihajati v Iowo, je bila grožnja Foxov in Saukov zelo resnična in napad na njihove vasi blizu agencije pozimi 1840-41 je preprečilo le nenavadno močno sneženje tisto leto. Kasneje je morala biti ameriška konjenica nameščena v bližnjem Fort Atkinsonu, da bi zaščitila Winnebago. Neopope je imel posebno sovraštvo do Shabbonaja, poglavarja Potawatomijev v Chicagu, ki je leta 1832 preprečil svojim ljudem, da bi se pridružili Blackhawku in nato pomagal Američanom izslediti Sauke. Potem ko so bili Potawatomi leta 1836 preseljeni v jugozahodno Iowo, je Neopope naslednje leto vodil skupino sauških bojevnikov na ravnice Kansasa, da bi napadel Shabbonajevo lovsko skupino. Ubitih je bilo več Potawatomijev, vendar je Shabbona pobegnil in se po grozljivem štiridnevnem zasledovanju peš vrnil v Council Bluffs.
Vendar so bili to manjši incidenti v primerjavi z boji z Dakotami, ki so postali brutalni po letu 1837. Oktobra 1841 je lovsko skupino 16 Delawarov in enega Potawatomija, ki so bili na poti k Foxom in Saukom, napadli Dakote na siouškem rokavu potoka Mink v Iowi. Le Potawatomiju je uspelo pobegniti in doseči Foxe in Sauke. Več kot 500 bojevnikov je dohitelo Dakote in jih vse pobilo, vendar so potreba po stalni budnosti pri lovu na bizone na ravnicah, pritisk belih naseljencev in naraščajoči dolgovi pri vladnih trgovcih prepričali Foxe in Sauke, da je čas za odhod iz Iowe. Leta 1842 je Keokuk sklenil še eno pogodbo z Združenimi državami, s katero je odstopil preostala zemljišča Foxov in Saukov v Iowi za 800.000 dolarjev in plačilo 28.565,34 dolarjev nakopičenih dolgov. V zameno naj bi vlada zagotovila rezervat v Kansasu. Keokuk je končno predal svojo vas na reki Iowa, vendar je pogodba določala, da poglavarji prejmejo 1000 dolarjev letno kot nadomestilo za svoje posebne odgovornosti.
Temu sporazumu je bilo resno nasprotovanje. Keokuk in njegova frakcija Saukov sta si skozi leta pridobila precejšnjo moč in vpliv v primerjavi s Foxi. Ta avtoriteta je bila vse bolj zlorabljena in je na koncu povzročila, da so se Foxi ločili od Saukov. Dejanski odhod iz Iowe se ni zgodil do leta 1846. Medtem so mnogi Foxi in Sauki zavrnili odhod in se skrili. Ko se je bližal čas odhoda, je konjenica iz Fort Des Moinesa prečesavala doline Skunk, Des Moines, Iowa in Cedar, poskušala zbrati disidentske skupine, vendar vojaki niso mogli najti vseh. Končno štetje agenta pred odstranitvijo je navajalo 1300 Foxov in 2.500 Saukov, vendar se jih je več sto še vedno skrivalo v gozdovih. Tisti, ki so bili odstranjeni, so bili naseljeni v rezervatu južno od Topeka, vendar so notranje delitve še naprej pestile Foxe in Sauke tudi po Keokukovi smrti leta 1848, ko je njegovo mesto prevzel njegov sin Moses Keokuk. Po podpisu pogodbe z Američani ob koncu vojne leta 1812 je misurijska skupina Sac in Fox ubrala drugačno pot v Kansas. Z leti, ko je Keokuk prevzemal vedno večji nadzor nad plemenoma Fox in Sauk v Iowi, se je misurijska skupina vse bolj odtujevala od glavnine. Bela naselitev se je po letu 1815 hitreje premikala ob reki Misuri kot ob reki Misisipi in leta 1824 sta Sac in Fox iz Misurija podpisala pogodbo, s katero sta odstopila celoten severni del Misurija, razen majhnega območja v severozahodnem kotu med rekama Little Platte in Misuri. Zaradi nasprotovanja suženjstvu v kongresu to območje, znano kot Platte Strip, ni bilo dodano državi Misuri do leta 1830. Za severno polovico Misurija sta Sac in Fox iz Misurija prejela le 4.000 dolarjev in letno rento v višini 5.000 dolarjev za deset let. Platte Strip sta si delila z Iowo do leta 1836, ko sta podpisala pogodbo, s katero sta odstopila svoj zadnji del Misurija za 7500 dolarjev in se strinjala, da se preselita na 256.000 akrov veliko rezervacijo (ki si jo bosta delila z Iowo) zahodno od Misurija med rezervatom Kickapoo in reko Grand Nemahaw.
Kot se je izkazalo, bi bila ta dežela delno v Kansasu in delno v Nebraski. Ko sta bila Kansas in Nebraska leta 1854 odprta za belo naselitev, sta Sac in Fox iz Misurija odstopila svojo polovico rezervata Združenim državam, z izjemo 32.000 akrov (en aker je enako 0,40468 ha hektarja). Pogodba iz leta 1861 je to še dodatno zmanjšala. Po letu 1869 je bil na Missouri Sac in Fox izveden pritisk, da prodata preostala zemljišča in se preselita v Oklahomo, kjer naj bi se združila z glavnino plemen Fox in Sauk. Poglavar Pashepaho se je temu upiral, vendar za ceno sprejetja dodelitve v devetdesetih letih 19. stoletja, kar je povzročilo šahovnico razdelitve njihovih plemenskih posesti. Sac in Fox iz Missourija sta bila edina skupina plemen Fox in Sauk, ki se je izognila odstranitvi iz Kansasa. Priznano s strani zvezne vlade, 400-člansko pleme še vedno vzdržuje rezervat v Reserve, Kansas.
Tragedija je preganjala Iowo Fox in Sauk od trenutka, ko so prispeli v Kansas. Med najbolj tradicionalnimi od vseh staroselcev Amerike, so Fox in Sauk do leta 1870 dosledno zavračali pošiljanje svojih otrok v bele šole, poslušanje krščanskih misijonarjev ali kar je pomembneje zaradi posledic, prejemanje cepljenj. Kmalu po njihovem prihodu je skoraj polovica umrla zaradi črnih koz. Zaradi naraščajočega nezadovoljstva s Keokukom se je manj kot polovica plemena Fox odločila ostati v rezervatu in mnogi so se preselili k plemenu Kickapoo. Njihova preselitev v Kansas je plemeni Fox in Sauk ponovno pripeljala v stik z njihovimi sovražniki Osage, vendar Fox in Sauk nista bila edino priseljensko pleme, ki je imelo težave s plemeni ravnic. Vozovi belih priseljencev, ki so sledili Oregonski poti v štiridesetih letih 19. stoletja, so zdesetkali čredo bizonov ob reki Platte, kar je prisililo Pawnee in Šajene, da so lovili na jugu v Kansasu, da bi preživeli. Niso pozdravili konkurence »poraženih Indijancev«, ki so jih Američani preselili v Kansas in so jih napadli kot vsiljivce.
Po več napadih na lovce Delaware in Potawatomi je bil leta 1848 sklican svet za obnovo zahodne zveze, ki se je borila proti Američanom za Ohio. Poleg plemen Fox in Sauk so se ga udeležili tudi Delaware (Lenape), Miami, Peoria, Shawnee in Wyandot. Na žalost je premik k enotnosti povzročil, da so se plemena ravnic združila na podoben način. V eni izmed epskih bitk Velikih ravnic (večinoma neznanih zaradi pomanjkanja pisnih zapisov) je bila leta 1854 lovska skupina približno 100 pripadnikov plemen Fox in Sauk napadena ob reki Kansas zahodno od Fort Rileyja s strani združenih sil, ocenjenih na več kot 1000 konjenikov plemen Komanči, Osage, Kiowa, Šajeni in Arapaho. Kombinacija poguma plemen Fox in Sauk ter sodobnega strelnega orožja je prinesla zmago, in bojevniki ravnic so se umaknili po hudih žrtvah med triurno bitko.
Istega leta je sprejetje zakona Kansas-Nebraska odprlo Kansas za belo naselitev. Kongres Združenih držav Amerike, ki je bil v slepi ulici glede suženjstva na novem ozemlju, je to vprašanje prepustil v odločitev ljudem, ki so se tam naselili. Posledično je izraz "ljudska suverenost" postal sinonim za organizirano nasilje. V začetnih bitkah tistega, kar je postalo ameriška državljanska vojna, so tisoči močno oboroženih belcev hiteli ubijati drug drugega zaradi zasužnjevanja črncev in Kansas je postal zelo nevaren za rdeče ljudi. Ker so bile njihove rezerve precej oddaljene od meje med Kansasom in Misurijem, so bili Fox in Sauk sprva prihranjeni najhujših posledic pritoka, vendar so se do leta 1859 beli priseljenci naseljevali na njihovi zemlji in so bili pod pritiskom in nadlegovanjem prisiljeni odstopiti del svojih rezerv. V skladu z vzorcem, ki ga je postavil njegov oče, je Moses Keokuk leta 1859 podpisal pogodbo, s katero je prodal del rezervata in se strinjal s sprejetjem dodelitve. Kar je bilo pri tem neoprostljivo, je bilo to, da se ni posvetoval z Foxi vnaprej in je nato obdržal denar od prodaje za Sauke.
Skupine Foxov so zapuščale Kansas in se vračale v Iowo že od leta 1851, vendar so se v tem trenutku Foxi odločili, da se ločijo od Saukov in končajo svojih 125 let tesnega sodelovanja. Po prodaji svoje konjske črede za zbiranje denarja je 300 Foxov odšlo v Iowo. Ob vrnitvi so Foxi ugotovili, da so bili v Iowi dejansko dobrodošli. Potreben je bil poseben akt zakonodajnega telesa Iowe in dovoljenje zvezne vlade, da so lahko kupili 80 hektarjev zemlje ob reki Iowa blizu Tame za 1000 dolarjev. Da se to ne bi zdelo dejanje velikodušnosti belih državljanov Iowe, so Foxi za to zemljo plačali 12,50 dolarja na hektar – desetkrat več, kot so prejeli za svoje zemlje desetletje prej, in dvakratnik takratne cene kmetijskih zemljišč v Iowi. Lahko bi zlahka sklepali, da je del tega dobička našel pot v žepe državnih in zveznih uradnikov. Skozi leta so Foxi (raje se imenujejo Mesquakie) povečali svoje posesti na več kot 3000 hektarjev. Še vedno so zelo tradicionalni, imajo svoje šole in vsa zemljišča so v lasti plemena. Iz nekega čudnega razloga je gojenje koruze v Iowi Foxom prišlo naravno. Z dobro zemljo in prepuščeni lastnim odločitvam so med najuspešnejšimi skupinami domorodnih Američanov v Združenih državah.
Približno 100 Foxov je ostalo v Kansasu s Sauki. Relativno malo udeležbe obeh plemen je bilo v državljanski vojni. Kansas je bil sprejet kot država leta 1861, in do leta 1863 je njegovo zakonodajno telo pozivalo k odstranitvi vseh Indijancev. Leta 1867 so Foxi in Sauki v Kansasu podpisali svojo zadnjo pogodbo z Združenimi državami, s katero so odstopili svoje zemlje v Kansasu v zameno za 750.000 hektarjev rezervata, ustvarjenega zanje v osrednji Oklahomi iz zemljišč, ki jih je vlada vzela od Creekov, Cherokeejev in Seminolejev, ker so se postavili na stran Konfederacije. Pogodba je dovoljevala Sacom in Foxom iz Misurija, da se jim pridružijo, če so želeli. Ko so leta 1869 zapustili Kansas, jih je ostalo le 700. Dvajset let kasneje, leta 1889, so sprejeli dodelitev. Presežna zemljišča iz njihovega rezervata so bila prodana vladi in odprta za naselitev leta 1891, kar je povzročilo naval belcev na zemljo. Korupcija in prevara sta jih stala večino zemljišč, ki so jih smeli obdržati. Danes ostaja le 1.000 hektarjev plemenskih zemljišč blizu Strouda v Oklahomi. Potomci skupin Blackhawk in Keokuk, 2200 članov plemena Sac in Fox Indijancev, so bili reorganizirani po zakonu o indijanskem blagostanju v Oklahomi leta 1936.

## Etnografija
Materialna kultura Saukov pripada vzhodnim gozdovom. Medtem ko so še živeli na območju Velikih jezer, so bili Indijanci z kanuji, ki so svoje glavno prevozno in transportno sredstvo izdelovali iz najpogostejšega materiala tega območja, brezovega lubja, nadalje izdolbeni kanuji, toda ob prihodu na prerijo so Saci prešli na drug tip kanuja, to je bull-boat.
Kmetijstvo Saukov je enako kot pri mnogih plemenih Severne Amerike: koruza, buče, fižol in tobak. Znani poglavar Sauk Ma-ca-tai-me-she-kia-kiak (Black Hawk (Črni jastreb) ali Black Sparrow Hawk) je leta 1833 predlagal ameriški vladi, da bi tiste svobodne države, ki ne želijo črnskih žensk za služabnice, lahko te dale Indijancem Sauk, da bi pomagale njihovim ženskam pri žetvi koruze. Kljub obsežnemu gojenju koruze in drugih kultur ter kljub njihovim stalnim naseljem Sauki niso živeli stalnega naseljenega življenja in so veliko časa v letu preživeli z lovom in ribolovom. Do večjih čred konj niso prišli vse do vojne Black Hawk in prihoda v Kansas.
Njihova bivališča so bile koče iz lubja za toplo vreme, pozimi pa so bile ovalne oblike, iz trstike. Vsak gens je imel svojo veliko kočo iz lubja, v kateri so potekale slovesnosti. V tej koči so bili obešeni sveti snopi (sacred bundles) gensa, ki so jih varovali duhovniki.
Organizacija
Sauk in Fox so imeli naslednje klane:
1. Mo-wha-wis' so-uk (Volk). 2. Ma-kwis'-so-jik (Medved). 3. Pa-sha'-ga- sa-wis-so-uk (Jelen). 4. Ma-sha-wa-uk' (Severni jelen). 5. Ka-ka-kwis'-so-uk (Jastreb). 6. Pa-mis'-so-uk (Orel). 7. Na-ma-sis'-so-uk (Riba). 8. Na-nus-sus'-so-uk (Bizon). 9. Na na-ma' ke’w-uk (Grom). 10. Ah-kuh' ne-näk (Kost). 11. Wa-ko-a-wis'-so-jik (Lisica). 12. Ka-che- kone-a-we'-so uk (Morje). 13. Na-ma-we' so-uk (Jeseter). 14. Ma-she' ma-täk (Veliko drevo).
Izvor, dedovanje in pravilo o prepovedi porok znotraj klana so enaki kot pri Miamijih.